# Гней Помпей Катулин
Вижте пояснителната страница за други личности с името Гней Помпей.
Гней Помпей Катулин (на латински: Gnaeus Pompeius Catullinus) е политик и сенатор на Римската империя през 1 век.
През 90 г. той е суфектконсул заедно с Марк Тулий Тукций Цериал.